# André Antoine

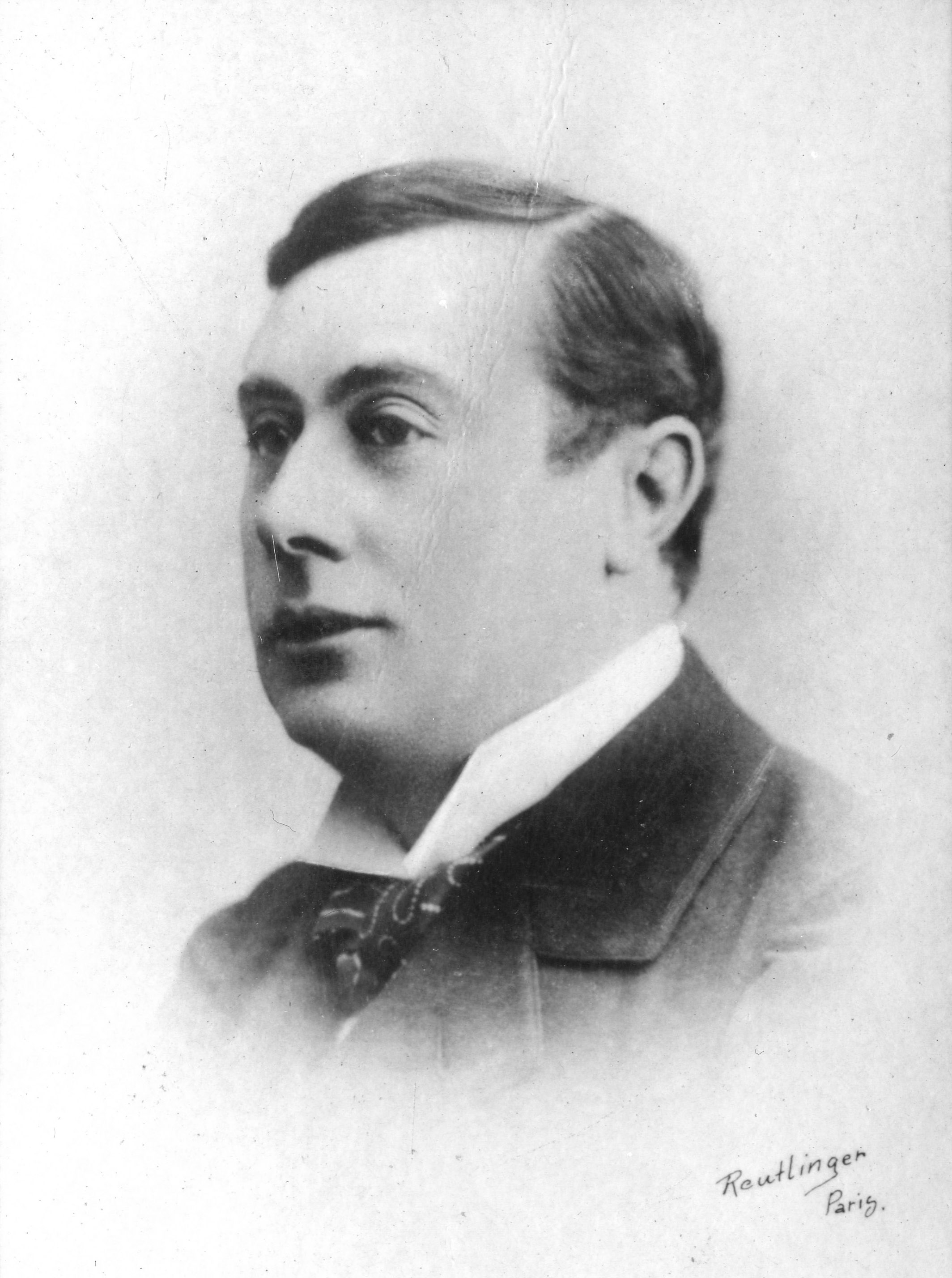
André Antoine

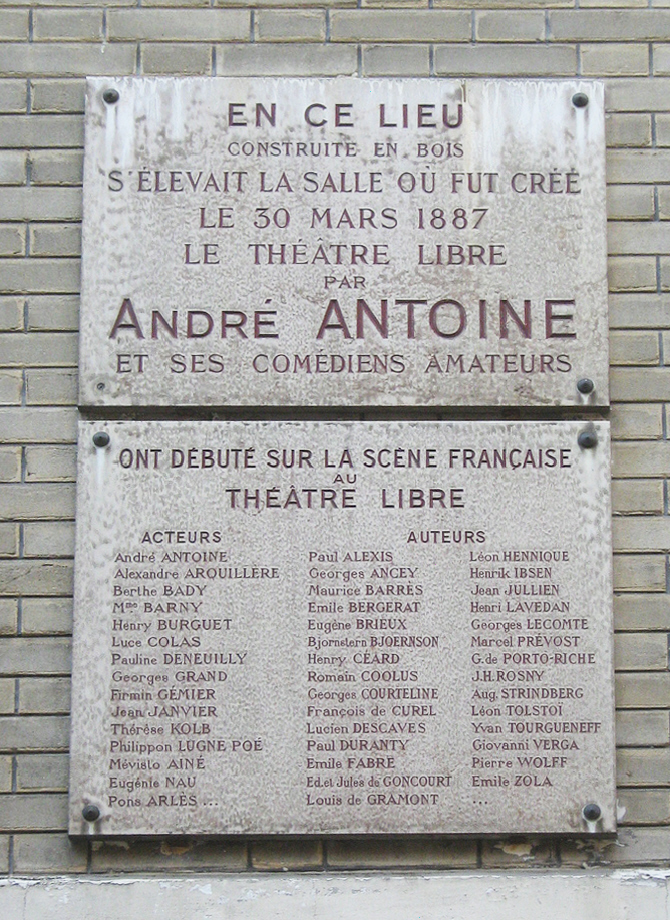
André Antoine – Gedenktafel

André Antoine (* 31. Januar 1858 in Limoges; † 19. Oktober 1943 in Le Pouliguen, Département Loire-Atlantique) war französischer Bühnenleiter.

## Leben
Antoine war Angestellter der Gasvertriebsgesellschaft und leitete deren Laienspielgruppe. Mit ihr als Basis gründete er 1887 in Paris das Théâtre Libre. Er gründete den privaten Theaterverein mit der Hilfe von Émile Zola, um in geschlossenen Mitgliederversammlungen sozialkritische Stücke von Zola, Henrik Ibsen, Gerhart Hauptmann u. a. an der Zensur vorbei zu inszenieren.
Antoine bemühte sich um ein möglichst realitätsnahes Bühnenbild. Sein erster großer Erfolg war Die Macht der Finsternis (1888). Er war der Erste, der in Frankreich Gespenster (1890), Die Wildente (1891), Fräulein Julie (1893) und Die Weber (1893) inszenierte. Er bereitete mit seiner Arbeit dem Naturalismus den Weg und wirkte so revolutionierend auf das französische Theater. Nach der Schließung des Theaters aufgrund finanzieller Probleme 1894 setzte er seine Arbeit von 1896 bis 1906 im Théâtre Antoine und von 1906 bis 1914 im Théâtre Odéon fort. Er wandte sich verstärkt den Klassikern wie Shakespeare zu, konnte aber nicht mehr an seine früheren Erfolge anknüpfen. Durch Schulden beeinträchtigt, arbeitete André Antoine vorwiegend als Journalist und Theaterkritiker. Von 1917 bis 1922 war er Regisseur mehrerer Filme, darunter der einflussreichen Zola-Verfilmung La Terre (1921).

## Filmografie
Als Regisseur:
- Les Frères corses, 1915
- Le Coupable, 1917
- Les Travailleurs de la mer, 1917
- L’Hirondelle et la mésange, 1920
- Quatre-vingt-treize, 1920
- Mademoiselle de La Seiglière, 1920
- La Terre, 1921
- L’Arlésienne, 1922

## Veröffentlichungen
- Mes souvenirs sur le Théâtre-Libre, 1928
- Mes souvenirs sur le Théâtre Antoine, 1928

## Sekundärliteratur
- Patricia Bohrn: André Antoine und sein Théâtre Libre, 2000.
- Horst Schumacher: Antoine, André. In: Manfred Brauneck, Wolfgang Beck (Hg.): Theaterlexikon 2. Schauspieler und Regisseure, Bühnenleiter, Dramaturgen und Bühnenbildner. Rowohlts Enzyklopädie im Rowohlt Taschenbuch Verlag. Reinbek bei Hamburg, August 2007, ISBN 978 3 499 55650 0, S. 20 f.